# Leptomithrax longimanus
Leptomithrax longimanus är en kräftdjursart som beskrevs av Edward John Miers 1876.
Leptomithrax longimanus ingår i släktet Leptomithrax och familjen maskeringskrabbor. Inga underarter finns listade i Catalogue of Life.